# Xanthocomus badius
Xanthocomus badius is een keversoort uit de familie glanzende bloemkevers (Phalacridae). De wetenschappelijke naam van de soort werd in 1893 gepubliceerd door Francisque Guillebeau.